# آن سكوت
آن سكوت (بالفرنسية: Ann Scott )‏ (و. 1965  م) هي روائية، وكاتبة سيناريو، وكاتِبة فرنسية، ولدت في بولون-بيانكور.

## روابط خارجية
- آن سكوت على موقع ديسكوغز (الإنجليزية)